# Герой-одинак (фільм)
Геро́й-одина́к (англ. Last Man Standing) — американський бойовик Волтера Гілла 1996 року, вільний рімейк фільму Охоронець Акіри Куросави.

## Сюжет
Америка, часи «сухого закону». Злочинець Джон Сміт по дорозі до мексиканського кордону опиняється в маленькому техаському містечку, де влаштувалися дві банди бутлегерів — ірландця Дойла і італійця Строцці, які ведуть між собою нескінченні криваві війни. Бажаючи заробити грошей на протистоянні двох бутлегерів, Джон по черзі приєднується то до однієї, то до іншої банди, розряджаючи свої пістолети то в одних гангстерів, то в інших.

## У ролях
| Актор              | Роль               |
| ------------------ | ------------------ |
| Брюс Вілліс        | Джон Сміт          |
| Брюс Дерн          | Шериф Ед Галт      |
| Вільям Сандерсон   | Джо Мандей         |
| Крістофер Вокен    | Хіккі              |
| Девід Патрік Келлі | Дойл               |
| Карина Ломбард     | Феліна             |
| Нед Айзенберг      | Фредо Строцці      |
| Александра Пауерс  | Люсі Колінскі      |
| Майкл Імперіолі    | Джорджио Кармонте  |
| Кен Дженкінс       | капітан Том Пікетт |
| Р.Д. Колл          | Джек Маккул        |
| Тед Маркленд       | заступник Боб      |
| Леслі Манн         | Ванда              |
| Патрік Кілпатрик   | Фінн               |

## Саундтрек
| Список треків | Список треків                           | Список треків |
| #             | Назва                                   | Тривалість    |
| ------------- | --------------------------------------- | ------------- |
| 1.            | «Last Man Standing»                     | 3:43          |
| 2.            | «Wanda»                                 | 3:38          |
| 3.            | «Jericho Blues»                         | 2:48          |
| 4.            | «Mexican Highjack»                      | 1:56          |
| 5.            | «Just Between You And Me»               | 3:21          |
| 6.            | «Hickey's Back»                         | 1:34          |
| 7.            | «Gorgio Leaves Town»                    | 1:05          |
| 8.            | «Felina»                                | 5:03          |
| 9.            | «We're Quits/This Is Hickey»            | 3:33          |
| 10.           | «Church/Ranger Tom Pickett»             | 4:43          |
| 11.           | «Five Mile Road»                        | 3:08          |
| 12.           | «Jericho Two-Step»                      | 2:57          |
| 13.           | «Smoke Bath/Girl Upstairs?»             | 2:01          |
| 14.           | «Felina Drives»                         | 1:30          |
| 15.           | «Gotta Get Her Back»                    | 2:12          |
| 16.           | «Lucy's Ear»                            | 3:23          |
| 17.           | «Bathtub»                               | 1:08          |
| 18.           | «Where's The Girl?»                     | 2:15          |
| 19.           | «Find Him»                              | 2:56          |
| 20.           | «Icebox/Drive To Slim's/Slim's On Fire» | 3:17          |
| 21.           | «Hideout»                               | 0:57          |
| 22.           | «This Town Is Finished»                 | 1:18          |
| 23.           | «Sunrise»                               | 1:51          |
| 24.           | «I Don't Want To Die In Texas»          | 2:13          |
| 25.           | «Somewhere In The Desert»               | 4:58          |
| 26.           | «End Title/Sanctuary»                   | 3:38          |
| 70:57         |                                         |               |